# بطولة كاريوكا 2011
بطولة كاريوكا 2011 هو الموسم 110 من بطولة كاريوكا. أقيم خلال الفترة 19 يناير 2011 وحتى 15 مايو 2011، وأشرف على تنظيمه Federação de Futebol do Estado do Rio de Janeiro ‏، وكان عدد الأندية المشاركة فيه 16، وفاز فيه نادي فلامنغو.